# Banc à covoiturage

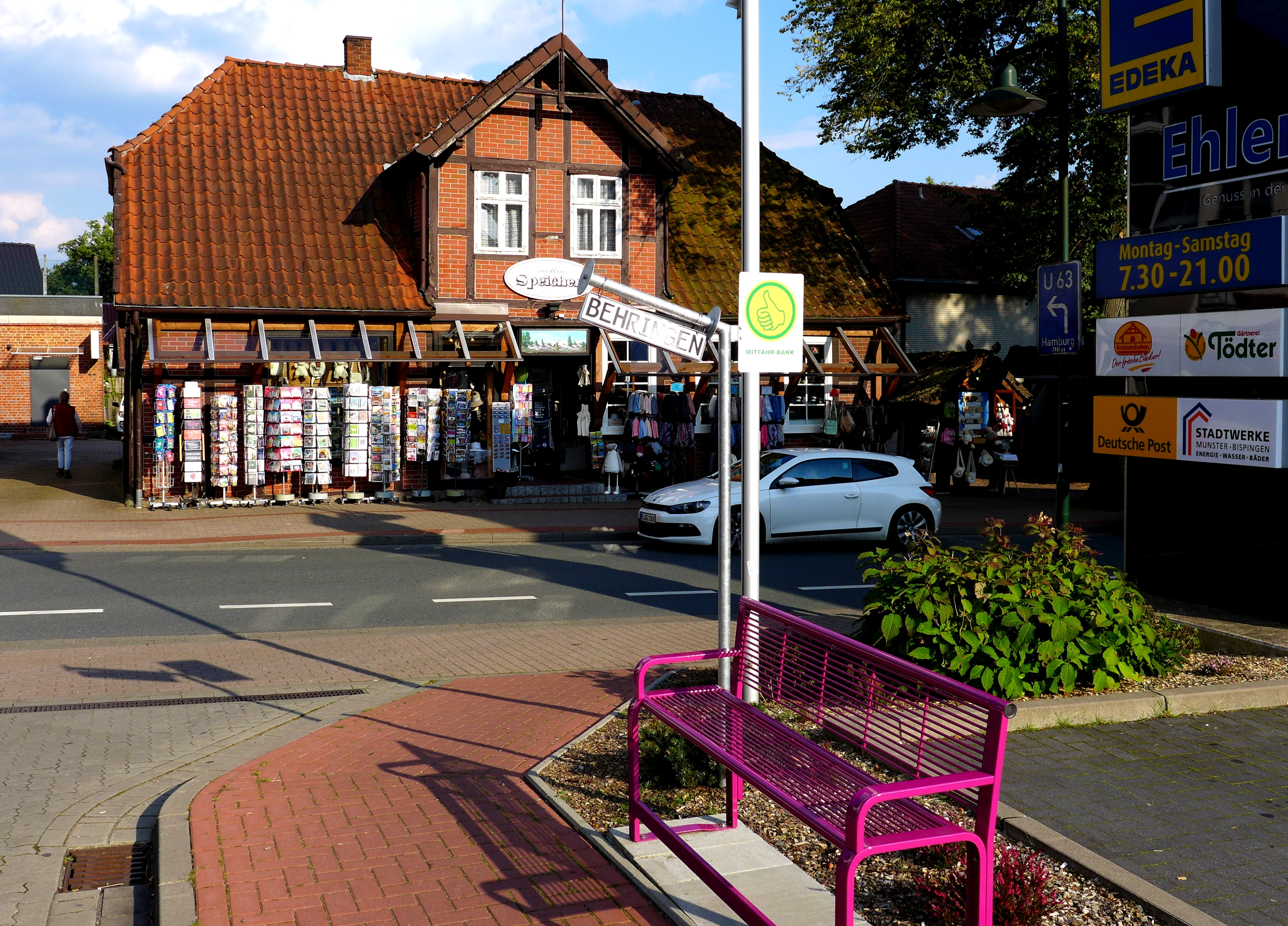
Banc à covoiturage à Bispingen.

Un banc à covoiturage — en anglais : ride-sharing bench — est un banc mis à la disposition, dans l'espace public, des personnes souhaitant profiter d'un covoiturage, afin que les automobilistes de passage comprennent cette attente en les voyant assises dans ces conditions. 

## Description
Depuis le milieu des années 2010, de plus en plus de bancs à covoiturage sont installés dans les villes et communes allemandes. Dans les régions où le cadencement des transports publics est trop long, cette méthode vise à améliorer la mobilité des personnes sans voiture (jeunes, personnes âgées, etc.). Une meilleure connexion des quartiers entre eux et avec le chef-lieu incite également les communes à s'intéresser à ce concept. Avec ce nouveau concept de mobilité, les bancs à covoiturage doivent également contribuer à la protection de l'environnement, car de nombreux véhicules sont souvent occupés par un seul conducteur. L'Union européenne encourage ce type de projets dans les zones de faible densité au travers de son programme de mesures Leader.
Les bancs en métal ou en bois sont généralement installés le long des routes très fréquentées, à proximité des arrêts de bus existants. Ils se caractérisent par des couleurs et une signalétique qui ne passent pas inaperçues, qui peuvent néanmoins varier considérablement d'un endroit à l'autre.
À certains endroits, de grands panneaux rabattables ou coulissants avec des noms de lieux permettent également de signaler clairement la destination souhaitée aux automobilistes qui approchent. Dans l'arrondissement de Tuttlingen, une app pour smartphone est développée, permettant la consultation des emplacements des bancs à covoiturage dans la région.
Il existe également de nombreux bancs à covoiturage en Autriche, notamment en Basse-Autriche et au Tyrol. Le ministère fédéral autrichien du développement durable et du tourisme promeut l'introduction de bancs à covoiturage dans le cadre de son initiative de protection du climat klimaaktiv. Le réseau tyrolien MobilitäterInnen a publié en 2018 un manuel pour une introduction réussie des bancs de covoiturage.
Les bancs à covoiturage sont également déployés dans la communauté germanophone de Belgique en Belgique.

## Galerie photographique

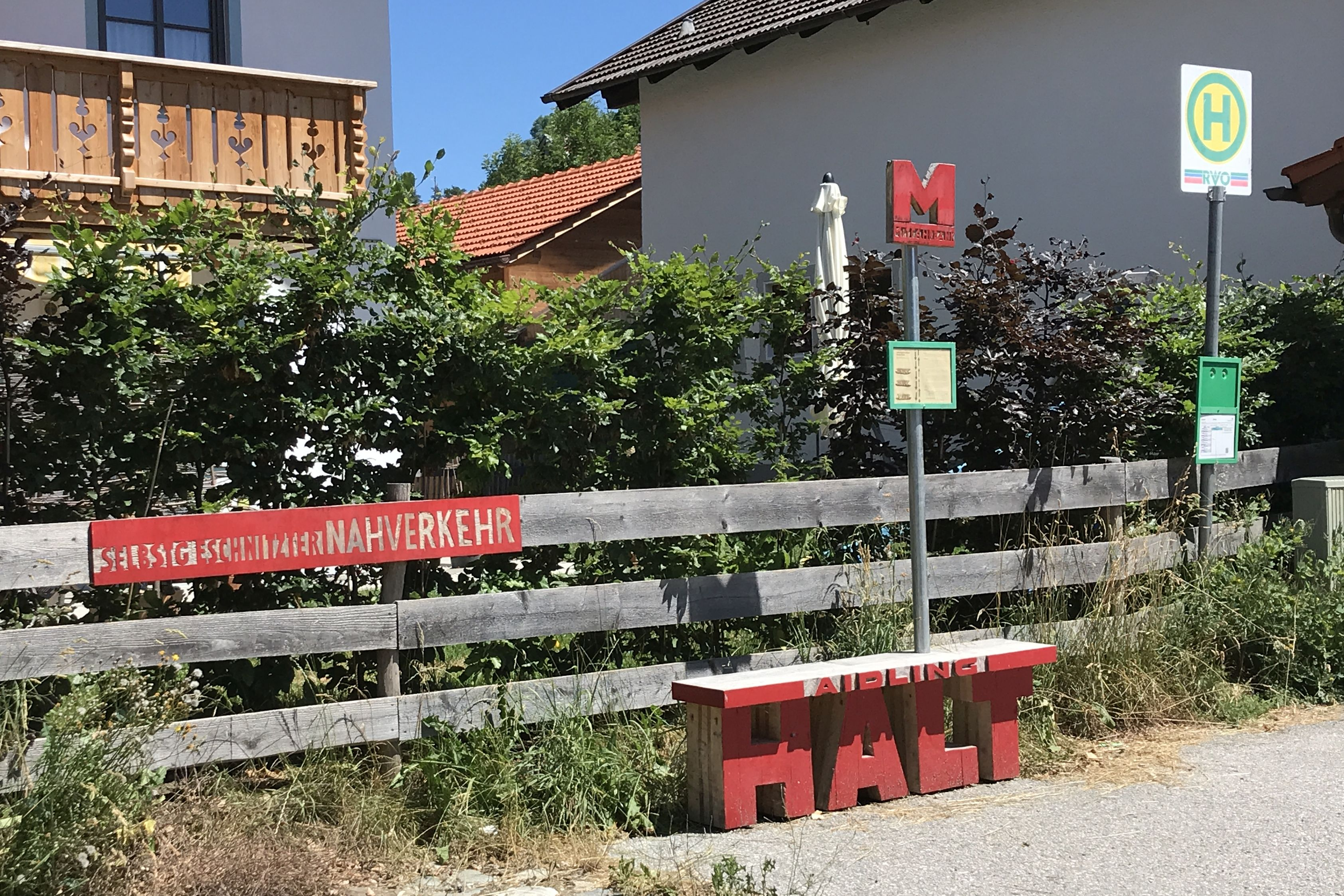
Banc à covoiturage sculpté à Aidling
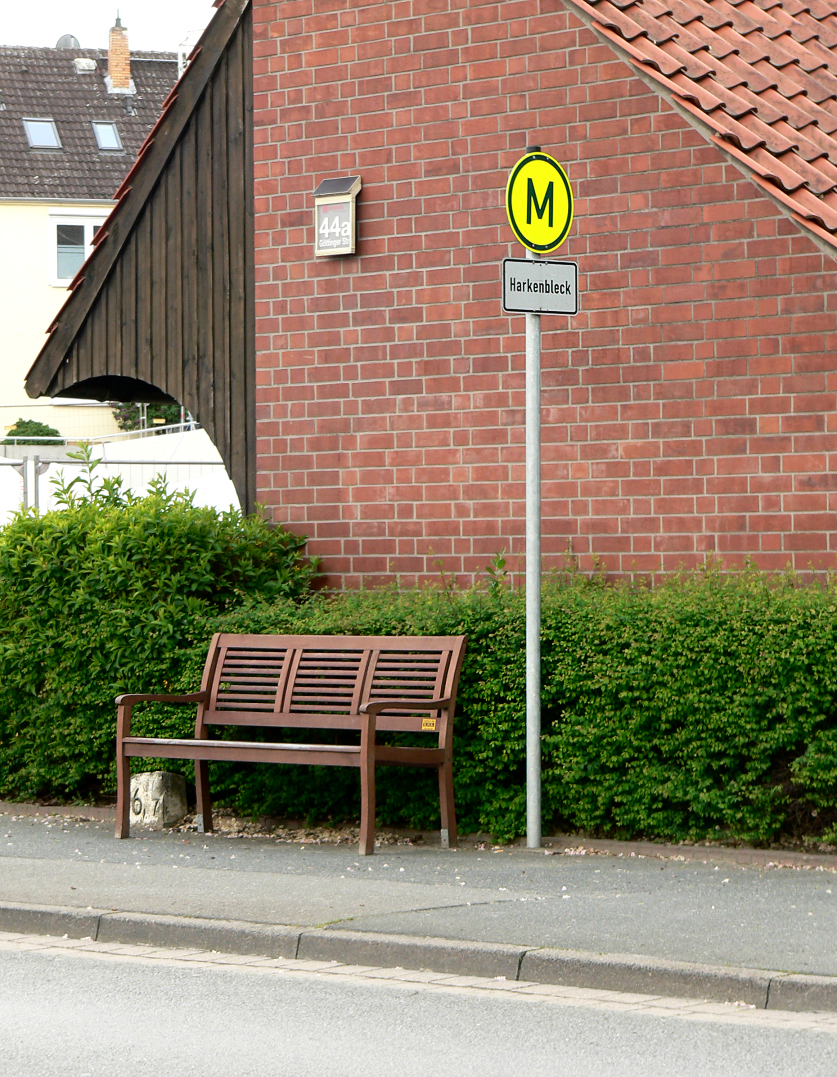
Banc à covoiturage à Arnum
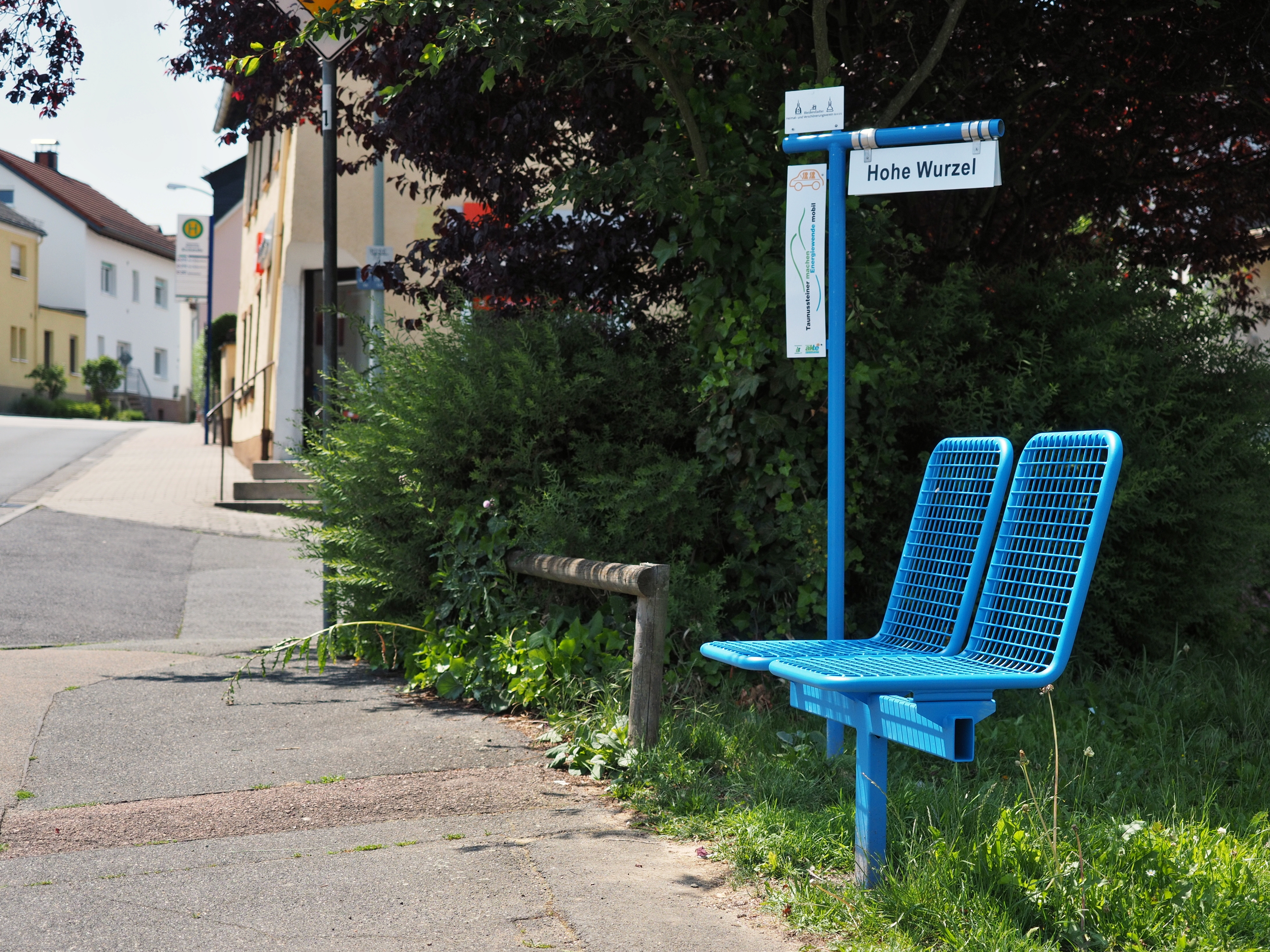
Banc à covoiturage à Bleidenstadt
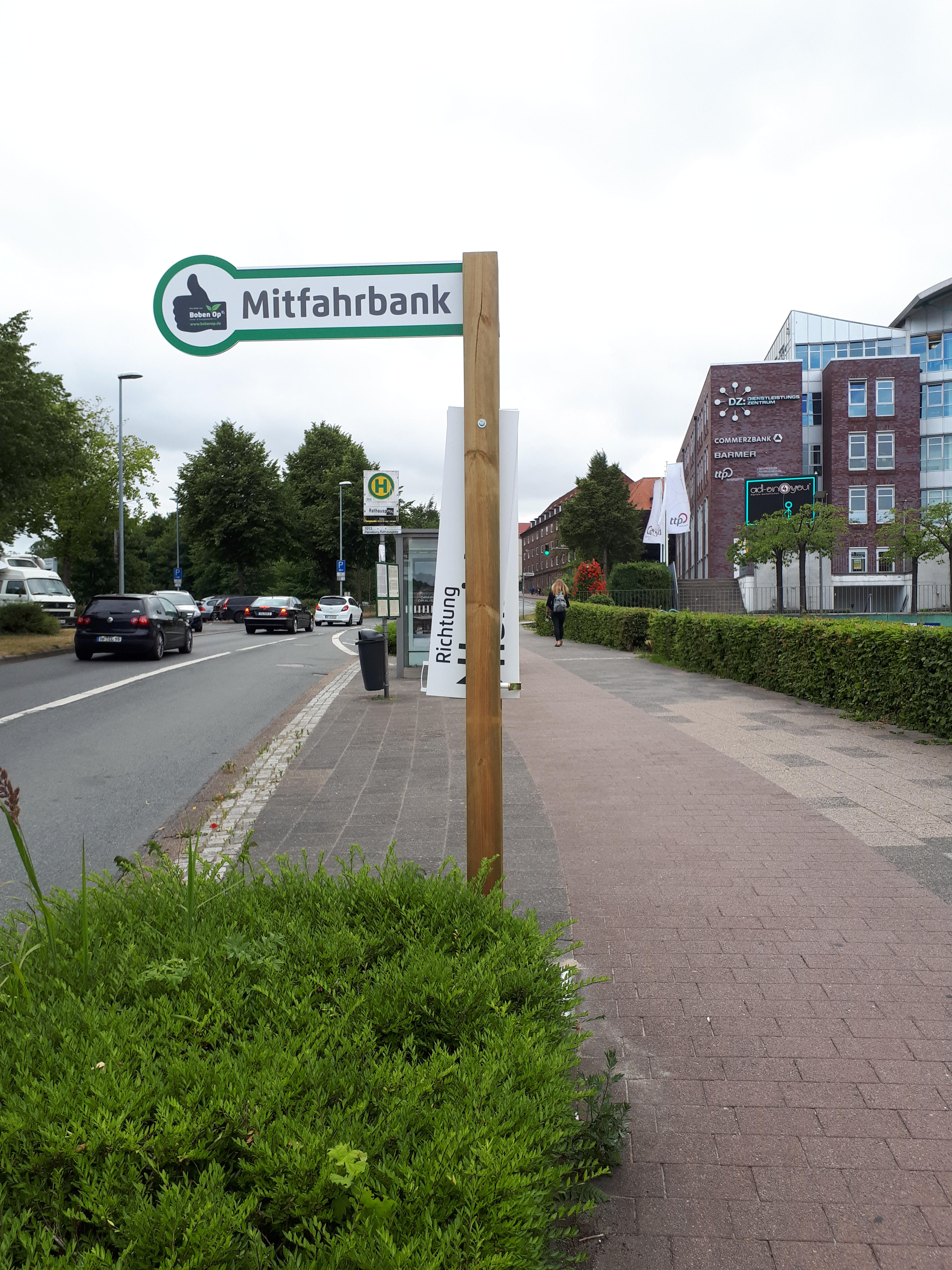
Banc à covoiturage à Flensburg
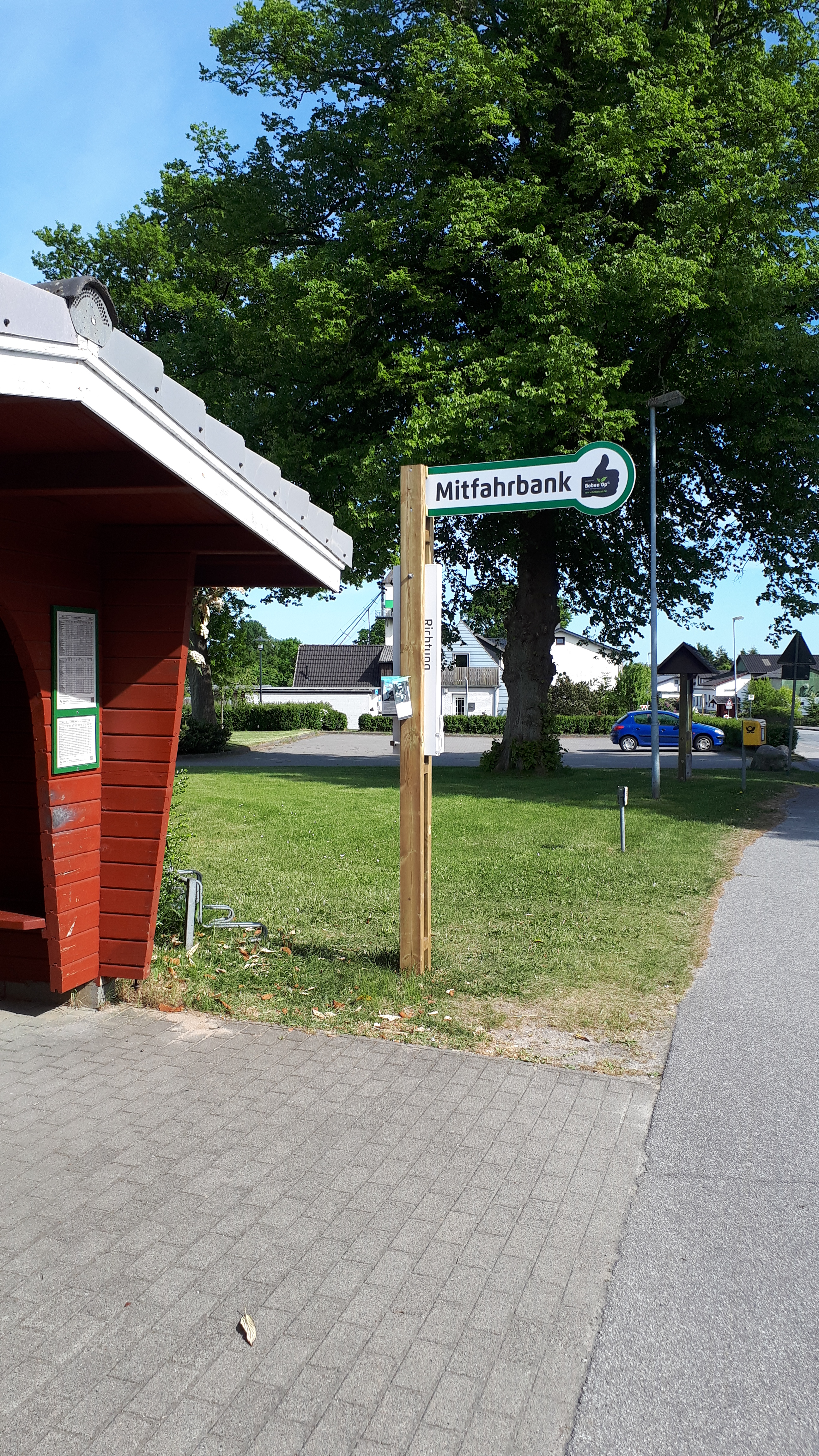
Banc à covoiturage à Freienwill
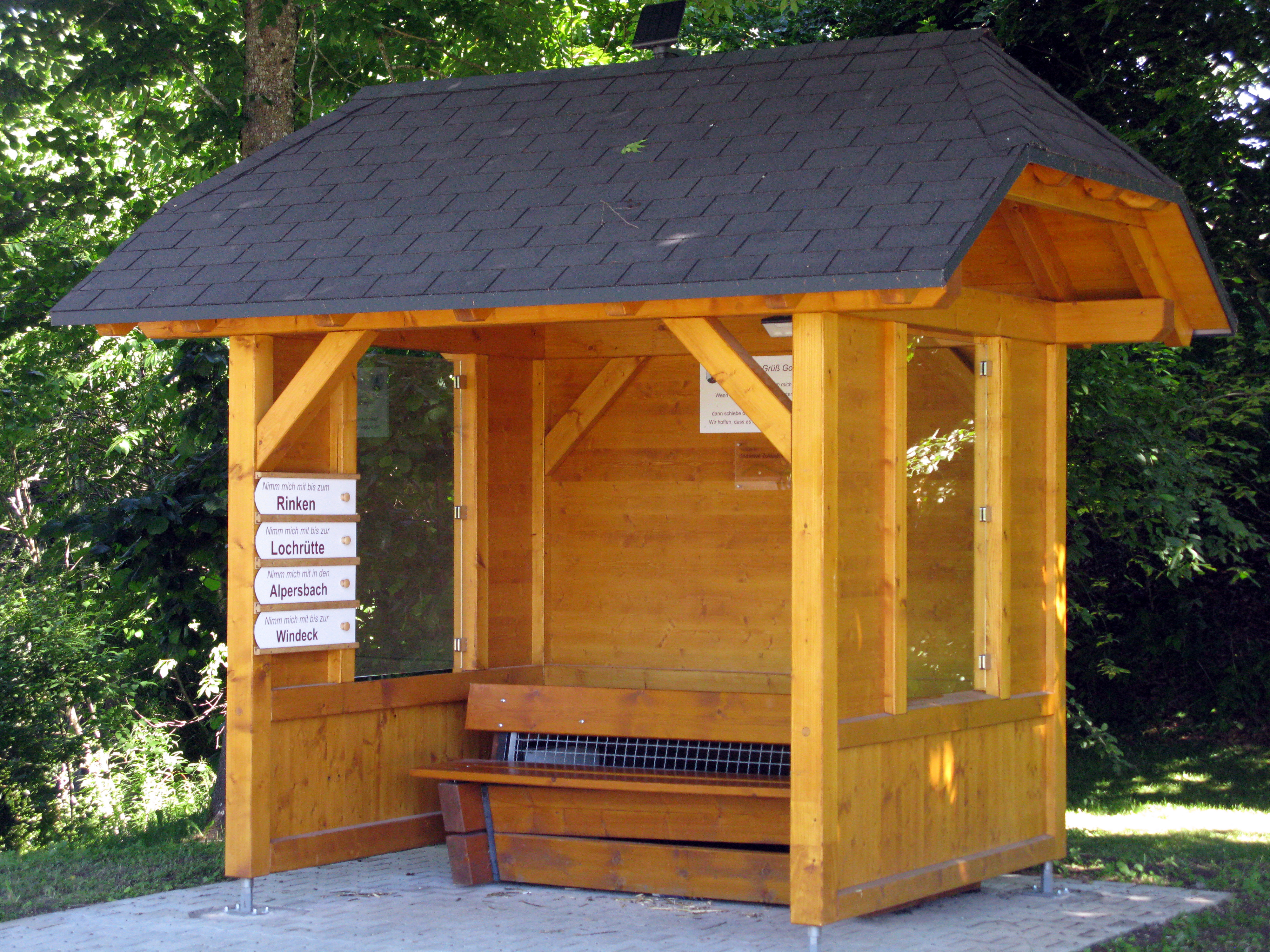
Cabane "Prends-moi avec toi" à Hinterzarten
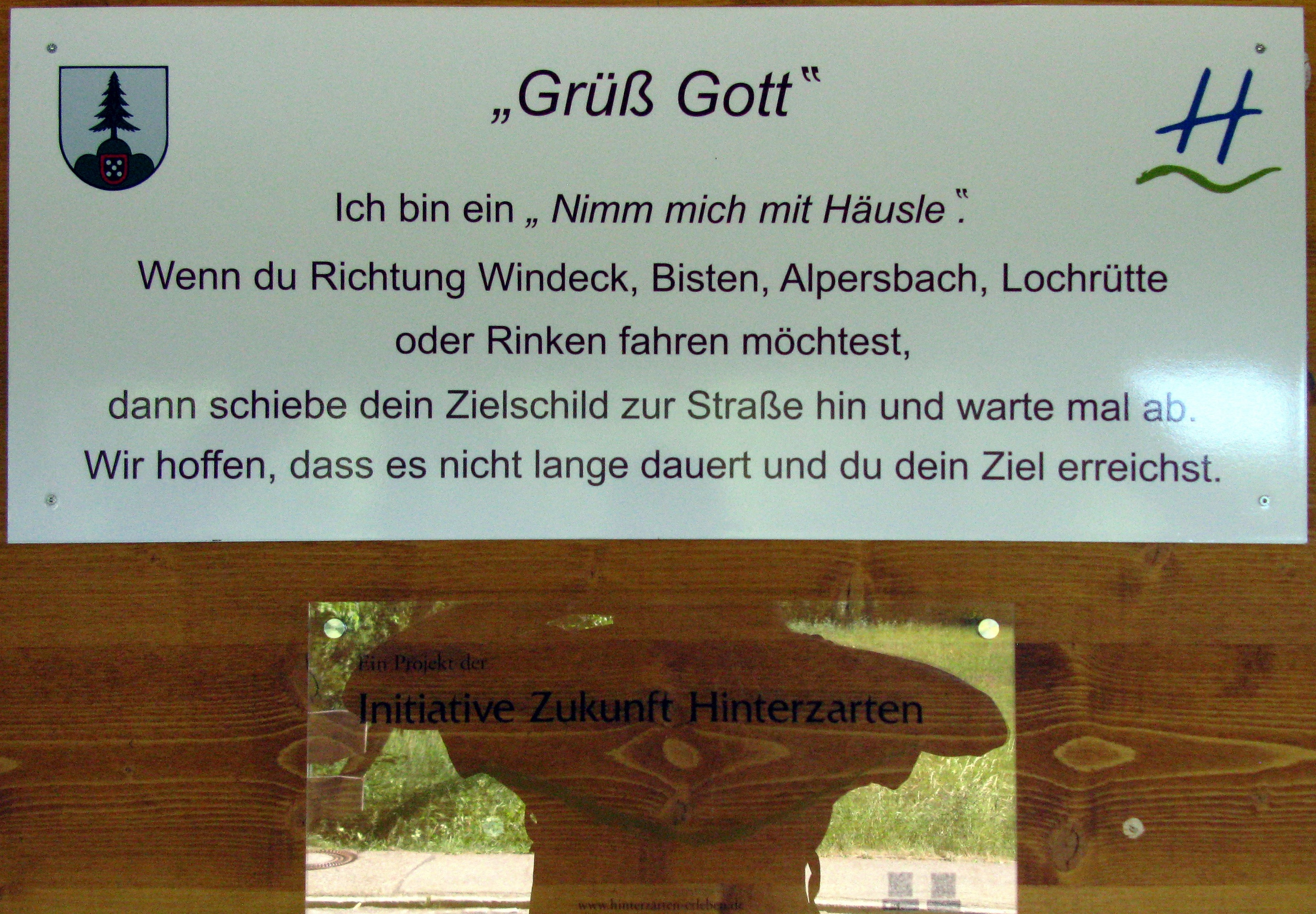
Panneau avec explications à la cabane "Prends-moi avec toi" à Hinterzarten
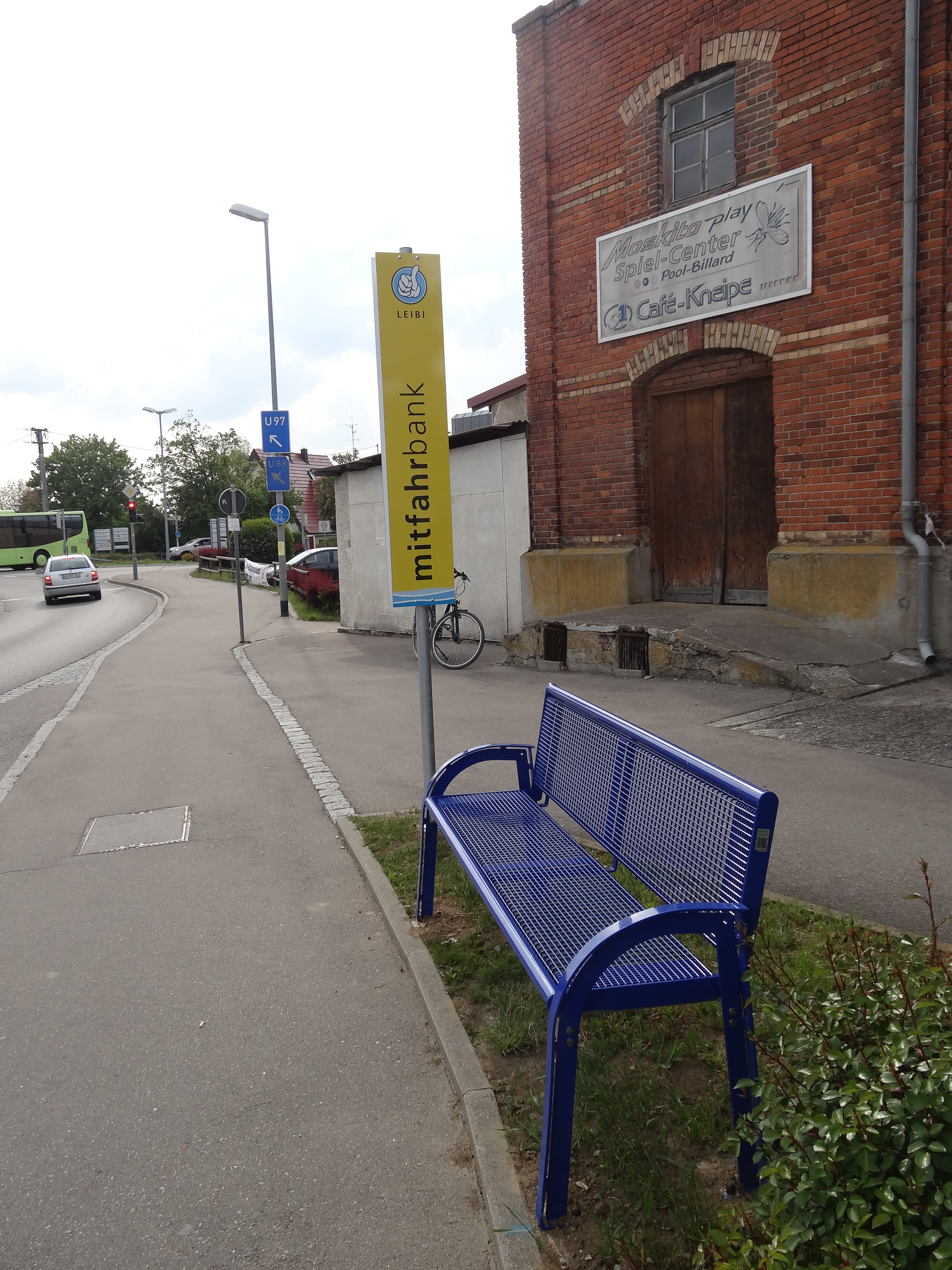
Banc à covoiturage à Nersingen
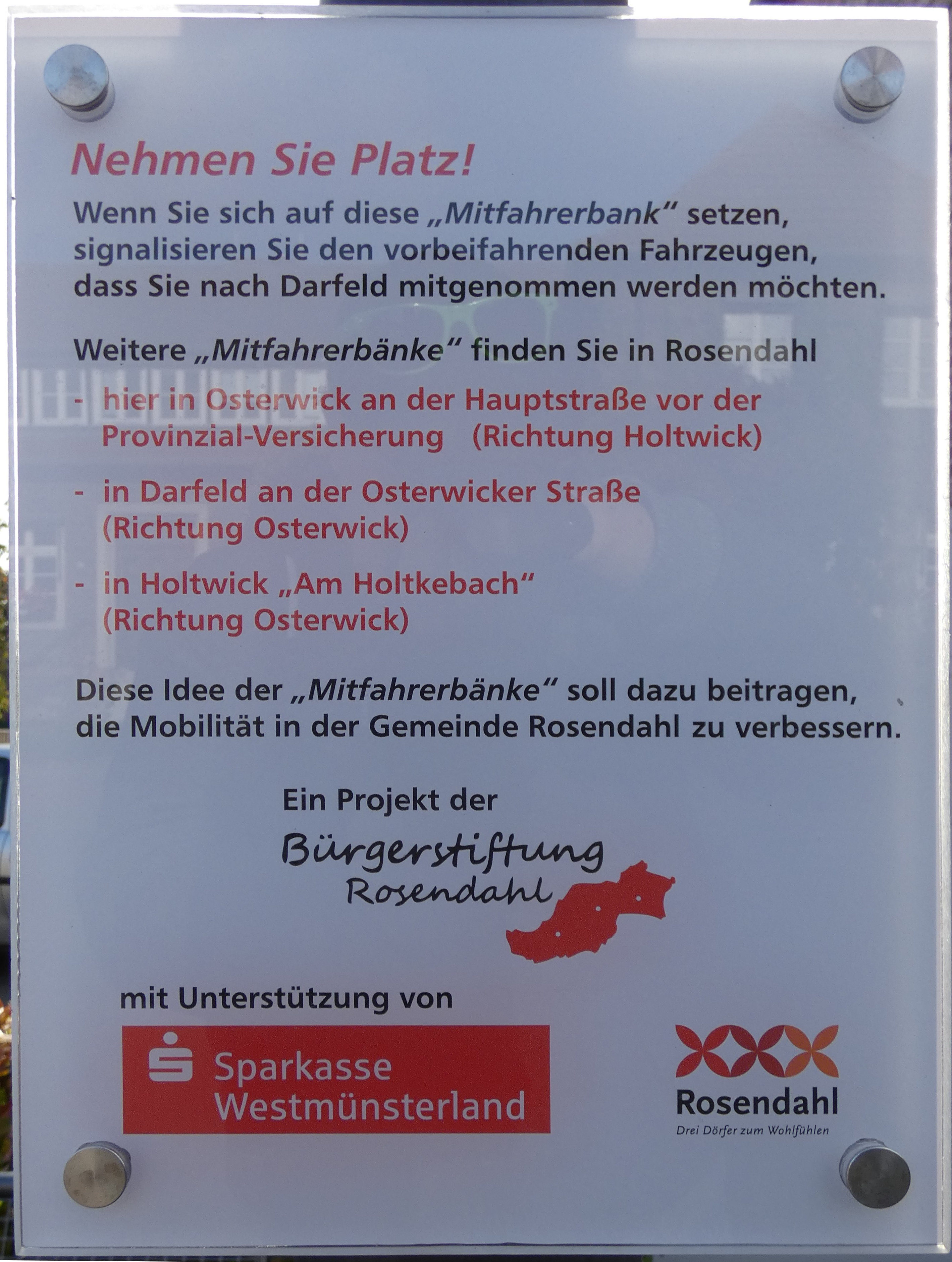
À Osterwick, des explications sont également disponibles.
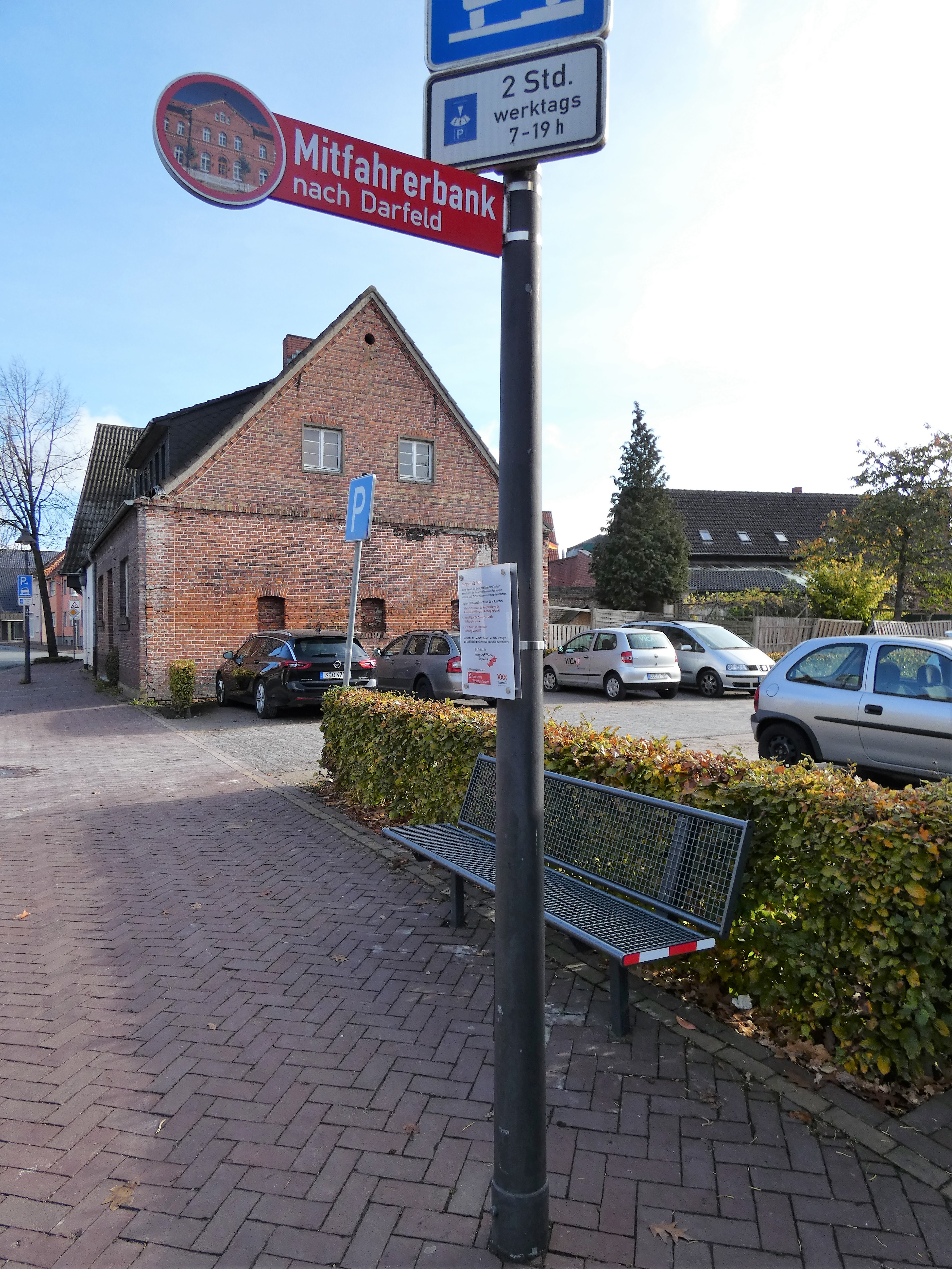
Banc à covoiturage à Rosendahl-Osterwick
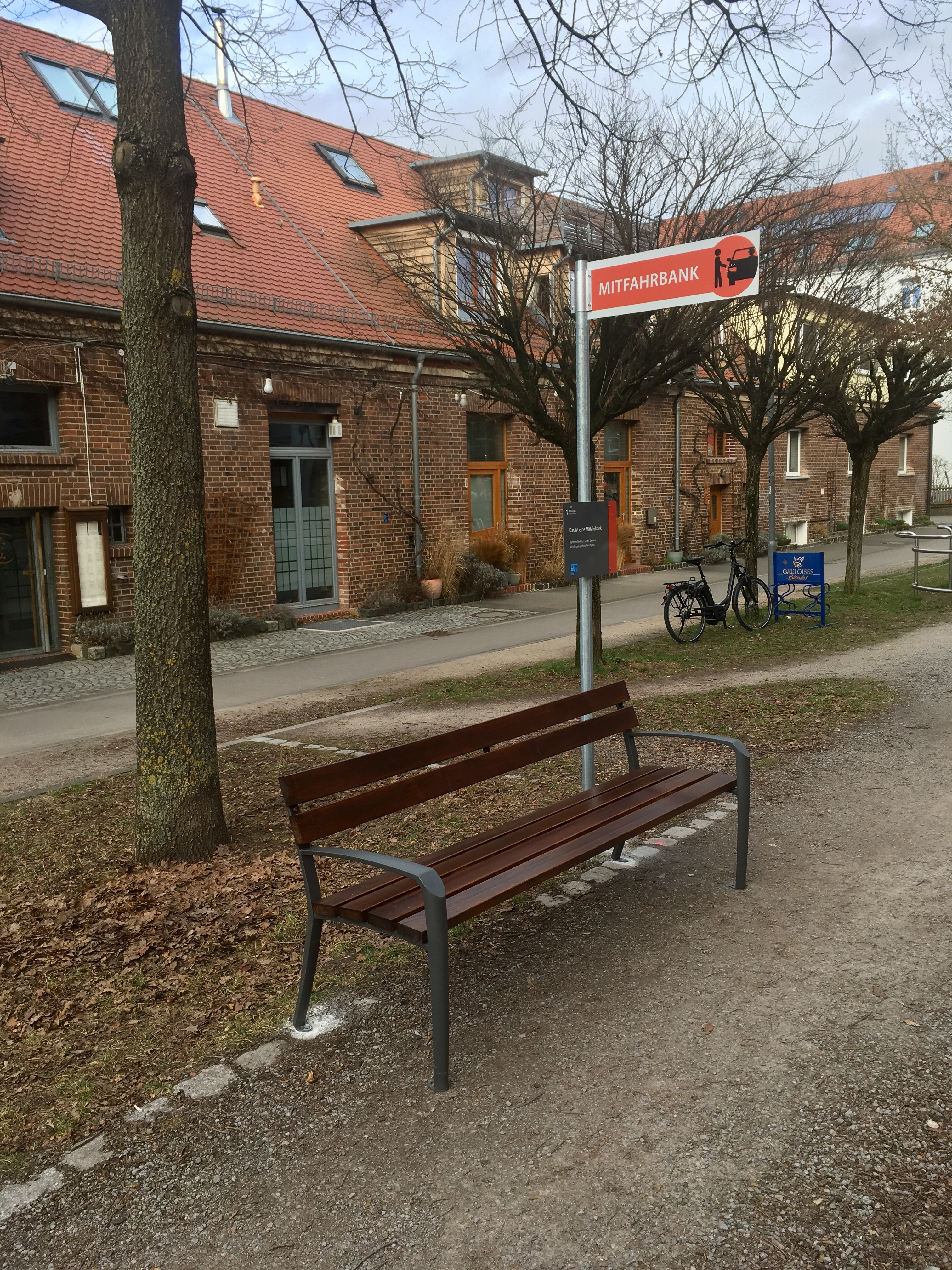
Banc à covoiturage à Tübingen
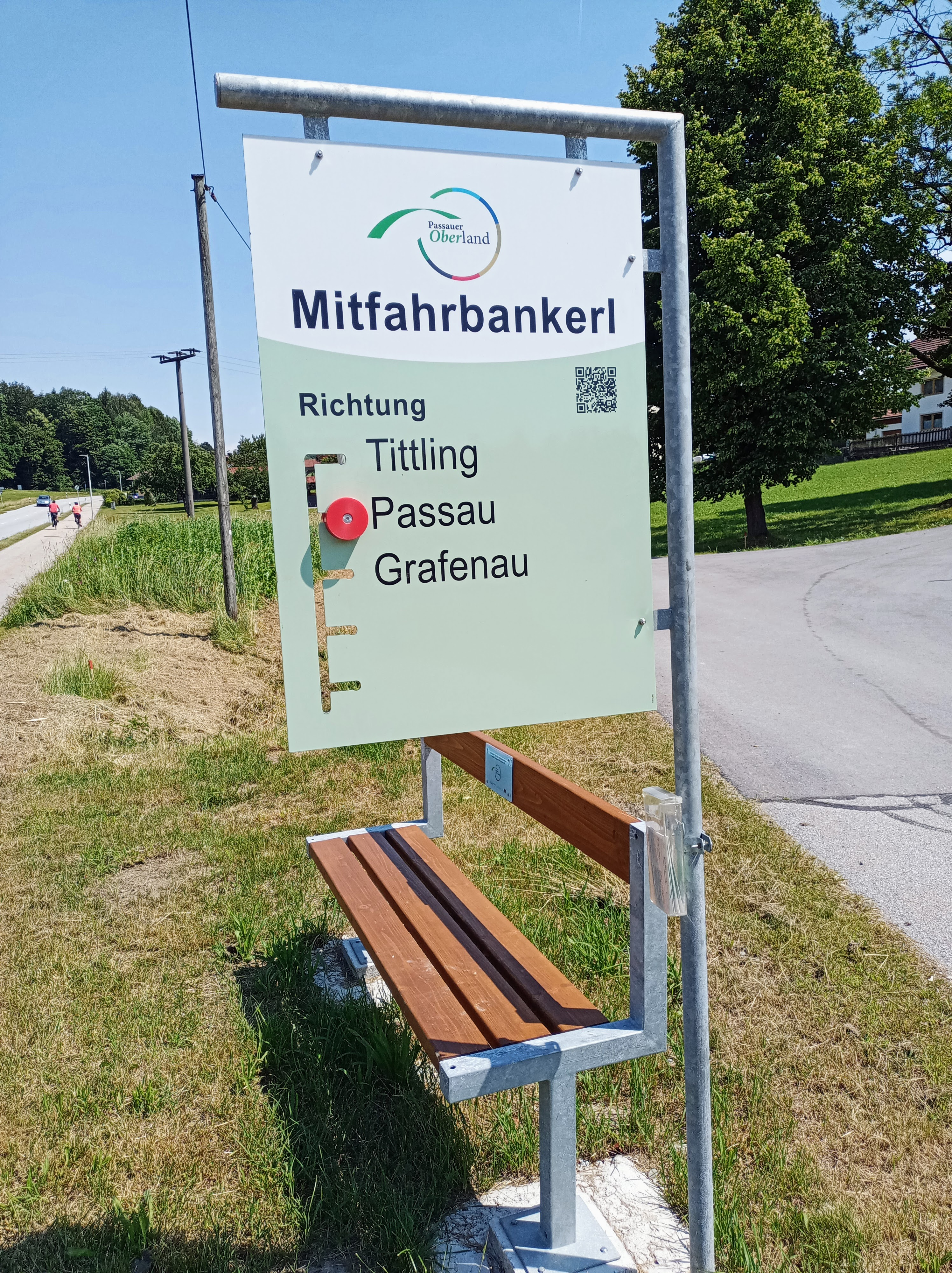
Banc à covoiturage à Rothau dans la Fôret Bavaroise. Avec possibilité de choisir la direction souhaitée.